# Nintendo GameCube
Nintendo GameCube (яп. ゲームキューブ; під час розробки називалася Dolphin; офіційна абревіатура GCN) — четверта гральна консоль компанії Nintendo, належить до шостого покоління ігрових систем. GameCube була найкомпактнішою та найдешевшою ігровою приставкою в шостому поколінні.
Nintendo GameCube була випущена у продаж 14 вересня 2001 в Японії, 18 листопада 2001 в Північній Америці за ціною 199,95 $.; 3 травня 2002 в Європі; та 17 травня 2002 в Австралії. Сукупні продажі консолі по всьому світові склали 21.74 млн екземплярів.
Консоль GameCube вперше згадувалася в № 145 випуску журналу Nintendo Power. Luigi's Mansion була першою грою (випуск № 150). GameCube є спадкоємицею Nintendo 64 і попередницею Wii, яка зберігає зворотну сумісність з іграми, ігровими контролерами і картами пам'яті GameCube.
Nintendo GameCube має декілька ексклюзивних ігрових проектів, таких як Metroid Prime, римейк першого Resident Evil з повністю переробленими графікою, анімацією та озвученням. Інший ексклюзив — Resident Evil Zero, події якого починаються за день до розвитку сюжетної лінії першого Resident Evil. У цей список також входить Metal Gear Solid: The Twin Snakes — значно перероблена версія гри Metal Gear Solid.
Як носій використовувалися спеціально розроблені для консолі диски на основі формату Nintendo optical disc з діаметром вісім сантиметрів.

## Технічні характеристики

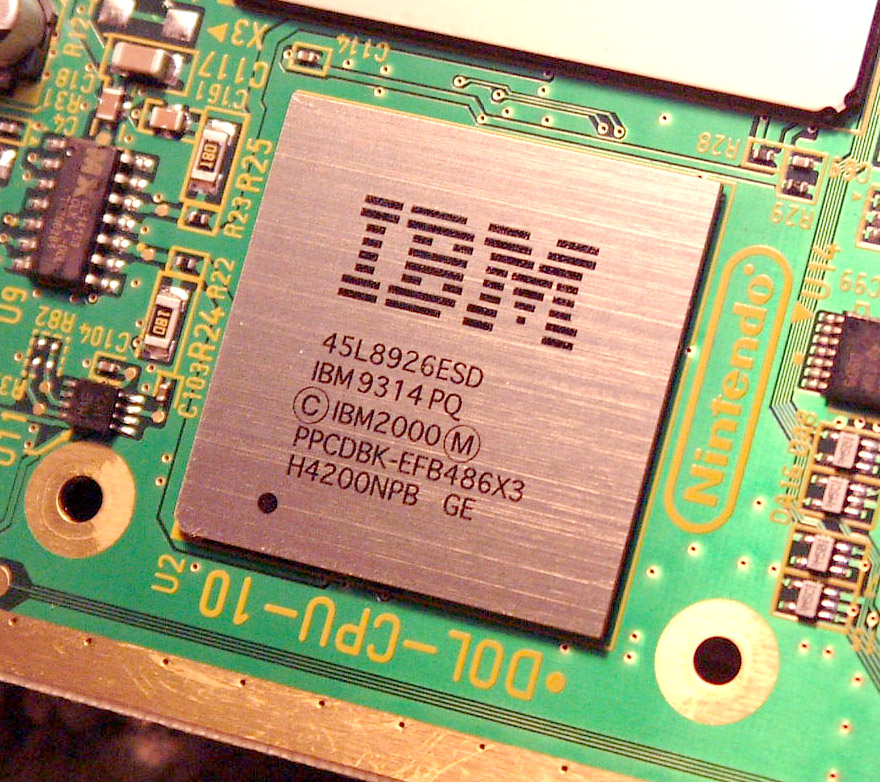
Процесор IBM «Gekko»

- Центральний процесор: IBM «Gekko» PowerPC з тактовою частотою 485 Мгц
- Графічний процесор: ArtX/Nintendo «Flipper» на частоті 162 Мгц
- Оперативна пам'ять: 43 МБ, у тому числі:
  - 24 МБ Mosys 1t-sram — основна RAM, пропускна спроможність 2,7 ГБ/сек
  - 3 МБ 1t-sram, вбудованою в графічний процесор
  - 16 МБ DRAM, використовувалась як буфер для DVD-приводу та звуку
- DVD-привід: Matsushita CAV;
- носій: Nintendo optical disc діаметром 8 см, місткістю 1,5 ГБ
- 4 виходи для ігрових контролерів
- 2 слоти для карт пам'яті

## Старт продажів
У Північній Америці Nintendo GameCube була представлена разом з 12 іграми:
| Назва                                     | Розробник        | Видавець   |
| ----------------------------------------- | ---------------- | ---------- |
| All-Star Baseball 2002                    | Acclaim          | Acclaim    |
| Batman Vengeance                          | Ubisoft          | Ubisoft    |
| Crazy Taxi                                | Hitmaker         | Sega       |
| Dave Mirra Freestyle BMX 2                | Z-Axis           | Acclaim    |
| Disney's Tarzan Untamed                   | Ubisoft          | Ubisoft    |
| Luigi's Mansion                           | Nintendo         | Nintendo   |
| Madden NFL 2002                           | EA Tiburon       | EA Sports  |
| NHL Hitz 20-02                            | EA Black Box     | Midway     |
| Star Wars Rogue Squadron II: Rogue Leader | Factor 5         | LucasArts  |
| Super Monkey Ball                         | Amusement Vision | Sega       |
| Tony Hawk's Pro Skater 3                  | Neversoft        | Activision |
| Wave Race: Blue Storm                     | NST              | Nintendo   |